# I violenti
I violenti (Three Violent People) è un film del 1956 diretto da Rudolph Maté.
È un film western statunitense con Charlton Heston, Anne Baxter e Gilbert Roland.

## Trama
Poco dopo la fine della guerra civile, in Texas, il capitano sudista Colt Saunders sistema i suoi affari in città. Svenuto durante un alterco, viene curato da Lorna Hunter, che è una donna di mondo. Cercando di uscire dalla sua condizione, accetta la proposta di matrimonio del capitano Colt. Quest'ultimo, con la moglie, si reca nel suo ranch, gestito durante la guerra dal vaquero  Innocencio Ortaga e dai suoi cinque figli. Al ranch, ritrova il fratello (pecora nera), soprannominato Cinch. Cinch non è degno di fiducia, ma Colt si è sentito in debito con lui da quando ha perso un braccio, durante l'infanzia.

Molto rapidamente, si trovano di fronte il commissario Harrison e il suo vice Cable, che agiscono ufficialmente per conto del governo provvisorio del Texas, ma in realtà vogliono mettere le mani sul ranch e su tutti i suoi averi. I due uomini vengono presto aiutati dal fratello di Colt e rinnegato 'Cinch' Saunders, che vuole anche lui avere la sua parte del ranch. Il passato di Lorna viene rivelato da una vecchia conoscenza. Nonostante sia incinta, suo marito vuole cacciarla dal ranch dove dovrà lasciare suo figlio. Lo scontro finale tra Saunders e i suoi avversari permetterà a Lorna di salvare sia il ranch che il suo matrimonio.

## Produzione
Il film, diretto da Rudolph Maté su una sceneggiatura di James Edward Grant con il soggetto di Leonard Praskins e Barney Slater, fu prodotto da Hugh Brown per la Paramount Pictures e girato nei Paramount Studios a Hollywood in California e a Phoenix e nel Buckeye Canyon in Arizona dal marzo al maggio 1956. I titoli di lavorazione furono The Maverick e Violent People.

## Colonna sonora
- UN MOMENTO - musica di Margery Wolpin, parole di Mack David, cantata da Ross Bagdasarian

## Distribuzione
Il film fu distribuito con il titolo Three Violent People negli Stati Uniti dal dicembre 1956 al cinema dalla Paramount Pictures.
Altre distribuzioni:
- in Italia il 30 aprile 1957 (I violenti)
- in Francia il 3 maggio 1957 (Terre sans pardon)
- in Finlandia il 10 maggio 1957 (Väkivaltainen Texas)
- in Svezia il 3 giugno 1957 (Hett blod i vilda västern)
- in Germania Ovest il 21 giugno 1957 (Rivalen ohne Gnade)
- in Portogallo il 27 giugno 1957 (Esquece o Meu Passado)
- in Turchia nel dicembre del 1958 (Ask ve kin)
- in Danimarca il 18 gennaio 1960 (Tre voldsomme mennesker)
- in Spagna il 1º settembre 1960 (La ley de los fuertes)
- in Austria (Rivalen ohne Gnade)
- in Grecia (Treis viaioi anthropoi)

## Critica
Secondo il Morandini il film è un "western che parte da una sceneggiatura forte di James Edward Grant e si avvale di ottimi caratteristi e di una bella fotografia". Secondo Leonard Maltin il film è un "dramma intenso".